# Dromius agilis
Dromius agilis là một loài bọ cánh cứng đặc hữu của miền Cổ bắc (bao gồm châu Âu). Ở châu Âu, nó được tìm thấy ở Áo, Quần đảo Baleares (doubtful), Belarus, Bỉ, Bosna và Hercegovina, Quần đảo Anh, Bulgaria, Croatia, Cộng hòa Séc, mainland Đan Mạch, Estonia, Phần Lan, chính quốc Pháp, Đức, mainland Hy Lạp, Hungary, Ireland, chính quốc Ý, Kaliningrad, Latvia, Liechtenstein, Litva, Luxembourg, Cộng hòa Macedonia, Moldova, Bắc Ireland, mainland Na Uy, Ba Lan, Nga, Slovakia, Slovenia, Chính quốc Tây Ban Nha, Thụy Điển, Thụy Sĩ, Hà Lan, Ukraina và Nam Tư.